# Oligosita japonica
Oligosita japonica är en stekelart som beskrevs av Yashiro 1979. Oligosita japonica ingår i släktet Oligosita och familjen hårstrimsteklar. Inga underarter finns listade i Catalogue of Life.